# Komsomol'skaja (metropolitana di Nižnij Novgorod)
Komsomol'skaja (in russo:Комсомольская) è una stazione della Linea Avtozavodskaja, la linea 1 della Metropolitana di Nižnij Novgorod. È stata inaugurata l'8 agosto 1987.